# (19911) Rigaux
(19911) Rigaux est un astéroïde de la ceinture principale.

## Description
(19911) Rigaux est un astéroïde de la ceinture principale. Il fut découvert le 26 mars 1933 à Uccle par Fernand Rigaux. Il présente une orbite caractérisée par un demi-grand axe de 3,05 UA, une excentricité de 0,29 et une inclinaison de 14,8° par rapport à l'écliptique.

## Compléments